# Mondfinsternis vom 9. April 731 v. Chr.

Verlauf der Mondfinsternis in der von der Zeitkorrektur ΔT unabhängigen Zeitskala TT (Quelle:NASA)

Die Beobachtungseinzelheiten der Mondfinsternis vom 9. April 731 v. Chr. (−730 nach astronomischer Zeitrechnung) wurden von einem babylonischen Astronomen auf einer Keilschrifttafel protokolliert. Die zu der Gattung der ACT-Texte gehörende Aufzeichnung befindet sich gegenwärtig im British Museum zu London und trägt die Museumsnummer BM 32238. Der im julianischen Kalendersystem angegebene 9. April 731 v. Chr. entspricht in Umrechnung auf den heutigen gregorianischen Kalender dem 1. April 731 v. Chr.
Besondere Bedeutung erlangte diese Aufzeichnung unter anderem durch den Bezug auf den babylonischen König Nabu-mukin-zeri. Die Mondfinsternis konnte in Babylonien nicht direkt beobachtet werden, da sie dort vom Vormittag bis zur Mittagszeit stattfand. Die babylonischen Astronomen berechneten daher aufgrund ihrer Erfahrungswerte den wahrscheinlichen Zeitpunkt der Verfinsterung. Dieser in Keilschrift festgehaltene Bericht einer Mondfinsternis stellt zugleich das bislang älteste erhaltene Dokument einer Mondfinsternisaufzeichnung dar, die zeitliche Einzelheiten über den Verlauf der Mondfinsternis beinhaltete und zweifelsfrei datierbar war. In Nordamerika konnte die Mondfinsternis bereits kurz nach Mitternacht verfolgt werden; dort endete sie in den Morgenstunden des 9. April.

## Erste Übersetzungen
Der Assyriologe Johann Strassmaier sowie die Astronomen Josef Epping und Franz-Xaver Kugler begannen zuerst mit der Übersetzung des babylonisch-astronomischen Keilschrifttextes.
Die damaligen herausragenden Forschungsleistungen wurden unter anderem von Otto Neugebauer fortgeführt. 1955 erschien das dreibändige Standardwerk Astronomical cuneiform Texts - Babylonian ephemerides of the Seleucid period for the motion of the sun, the moon, and the planets, das bis heute noch immer die Grundlage der babylonischen Astronomiegeschichte bildet.

## Babylonischer Text BM 32238 (LBAT 1414)
Bei dem erwähnten astronomischen Ereignis handelte es sich um eine partielle Mondfinsternis, die aufgrund der Angaben im Keilschrifttext genau zu datieren war. Durch Überprüfung mit anderen historischen Finsternissen wurde festgestellt, dass die historischen Datierungen von den zurückgerechneten Werten abweichen. Die entsprechende Zeitdifferenz wird als „ΔT“ bezeichnet.
Unter Berücksichtigung des ΔT begann die Mondfinsternis in Babylonien etwa um 09:55 Uhr des 9. April 731 v. Chr. und erreichte um etwa 12:15 Uhr ihr Maximum. Die Hochrechnung weist eine große Genauigkeit bezüglich des tatsächlichen Eintritts der Mondfinsternis auf:

„Ukin-zer (Nabu-mukin-zeri) 1. Jahr: Erster Monat (Nisannu), [Mond verfinsterte sich] … passte (sa-DIB). (Beginn) 60 UŠ (60 deg; etwa 240 Minuten) nach Sonnenaufgang.“

## Andere in babylonischer Keilschriftnotiz überlieferte Mondfinsternisse
- 19./20. März 721 v. Chr.
- 19./20. März 702 v. Chr.
- 30. April/1. Mai 695 v. Chr.
- 21./22. April 686 v. Chr.
- 10./11. April 666 v. Chr.
- 16./17. Juli 523 v. Chr.
- 28./29. September 424 v. Chr.
- 5./6. April 397 v. Chr.
- 6./7. April 378 v. Chr.
- 17./18. Mai 371 v. Chr.
- 30. August 367 v. Chr.
- 16./17. April 360 v. Chr.
- 22. November 353 v. Chr.